# Billie Ray Martin
Billie Ray Martin is de artiestennaam van de van oorsprong Duitse zangeres Birgit Dieckmann (27.4.1970). Ze is actief in het dancecircuit en zodoende te gast op singles van diverse danceproducers. Haar bekendste hits zijn Your loving arms (1994) en Honey (1999). Ook heeft ze muziek onder diverse andere namen uitgebracht.

## Electribe 101
Birgit Dieckmann raakte in de late jaren tachtig betrokken bij de housescene. Geboren in Hamburg verhuisde ze eerst naar Berlijn en later naar Londen. In Londen wilde ze haar geluk als zangeres beproeven door een advertentie te plaatsen. Via deze weg werd ze zangeres van de band Electribe 101. In 1998 debuteerde de groep met de single Talking With Myself. Deze werd gevolgd door nog enkele singles en het album Electribal Memories. De groep werd ook meegenomen in het voorprogramma van Depeche Mode. De fans van Depeche Mode vonden het echter niets en de band werd geregeld weggehoond. Ook kregen ze ruzie met hun manager. Voor het tweede album uitkwam viel de band in 1992 uiteen omdat Birgit eruit stapte. De overige leden gingen door als Groove Corporation.

## Solo
Birgit ging solo aan de slag onder de naam Billie Ray Martin. In 1993 kreeg ze een uitnodiging om voor Spooky het nummer Persuasion te zingen. Daarna betrok The Grid haar bij hun ep 4 Ambient Tales. Dat duo produceerde voor haar ook het nummer Your Loving Arms (1994). Dit groeide in de loop van 1995 uit tot een grote dancehit. In Nederland werd het in 1996 een bescheide hit. Na het succes van de single kwam ook haar eerste album uit. Deadline for my memories werd voor een belangrijk deel geproduceerd door Brian Transeau. Hierna verhuisde ze naar New York. Daar begon ze samen met producer Vinny Vero het Drum and bass project Sonnenstahl, waarvan twee singles verschenen. Deze singles verschenen overigens tegen haar zin. In 1999 schrijft ze voor soulzangeres Candi Staton het nummer You're Still The Lightning voor het dance album Outside In.
In 1999 had ze opnieuw een hit met het nummer Honey, dat populair werd door diverse tranceremixen. Het nummer was echter niet aanwezig op het album 18 Carat Garbage (2001). Ze was na eerdere ervaringen wel klaar met platenmaatschappijen. Het album verscheen daarom op het label Sonnenstahl Records dat ze met Michael Hüber had opgericht. Het album wist weinig indruk te maken en het label werd inactief gemaakt. Daarna deed ze weer enkele kleinere projecten. Het meest zichtbaar werd haar samenwerking met Slam (band) op het nummer Bright lights fading (2004) en op Je Regrette Everything (2003) van DJ Hell. In de tussentijd richtte ze ook het label Stahl2 op. Hierop verschenen heruitgaves van ouder werk en een dvd met videoclips van haar en van Electribe 101. Nieuw werk verscheen op haar andere label Disco Activisto.
In 2011 vormde ze met producer Robert Solheim het duo The Opiates waarmee het album Hollywood Under The Knife maakte. In 2016 verscheen er voor het eerst in vijftien jaar weer een soloalbum met The Soul Tapes. Hiervoor blies ze het Sonnenstahl label nieuw leven in.

## Discografie

### Hitlijsten
| Single met eventuele hitnotering(en) in de Nederlandse Top 40 | Datum van verschijnen | Datum van binnenkomst | Hoogste positie | Aantal weken | Opmerkingen             |
| ------------------------------------------------------------- | --------------------- | --------------------- | --------------- | ------------ | ----------------------- |
| Your Loving Arms                                              | 1995                  | 19-10-1996            | 36              | 3            | Dancesmash op Radio 538 |
| Honey                                                         | 1999                  |                       | tip4            |              | Dancesmash op Radio 538 |

Albums (solo)
- Deadline for my memories (1995)
- 18 Carat Garbage (2001)
- The Soul Tapes (2016)

Albums (als groepslid)
- Electribe 101 - Electribal Memories (1990)
- The Opiates - Hollywood Under The Knife (2011)